# Saint David (Nuevo Brunswick)
Saint David es una parroquia canadiense situada en la provincia de Nuevo Brunswick.

## Superficie
Saint David tiene una superficie de 190,39 km².

## Demografía
En 2021, tenía 1470 habitantes, una densidad poblacional de 7,7 hab./km², y 725 viviendas.